# Lipezki Traktorny Sawod
Das Lipezki Traktorny Sawod (deutsch Lipezkier Traktorenwerk; russisch Липецкий тракторный завод, abgekürzt als ЛТЗ/LTZ, im deutschen auch als LTS transkribiert) ist ein ehemals sowjetischer und heute russischer Hersteller von Traktoren. Das 1943 gegründete Unternehmen sitzt in Lipezk, Zentralrussland und tritt aktuell nach außen unter dem Namen OAO Lipezki Traktor (russisch ОАО Липецкий трактор) auf.

## Unternehmensgeschichte

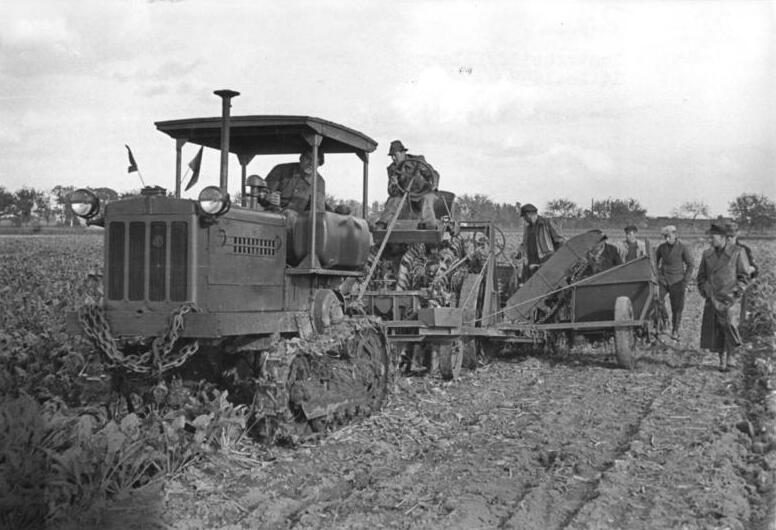
Der erste Serientraktor des Werks, ein KDP-35, hier bei der Rübenernte in der DDR (1952)

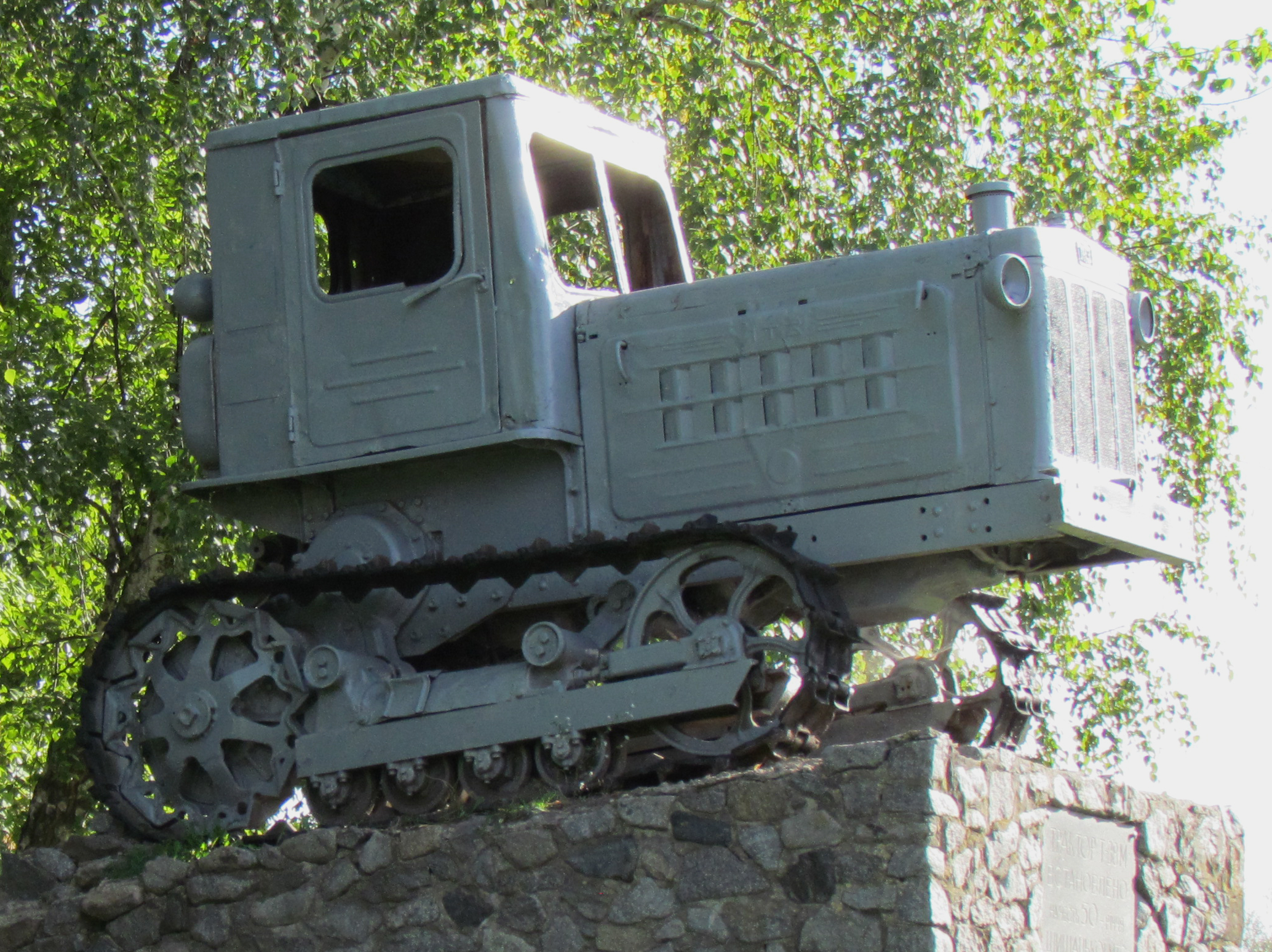
Ein T-38-Kettentraktor als Denkmal in der Ukraine (2012)

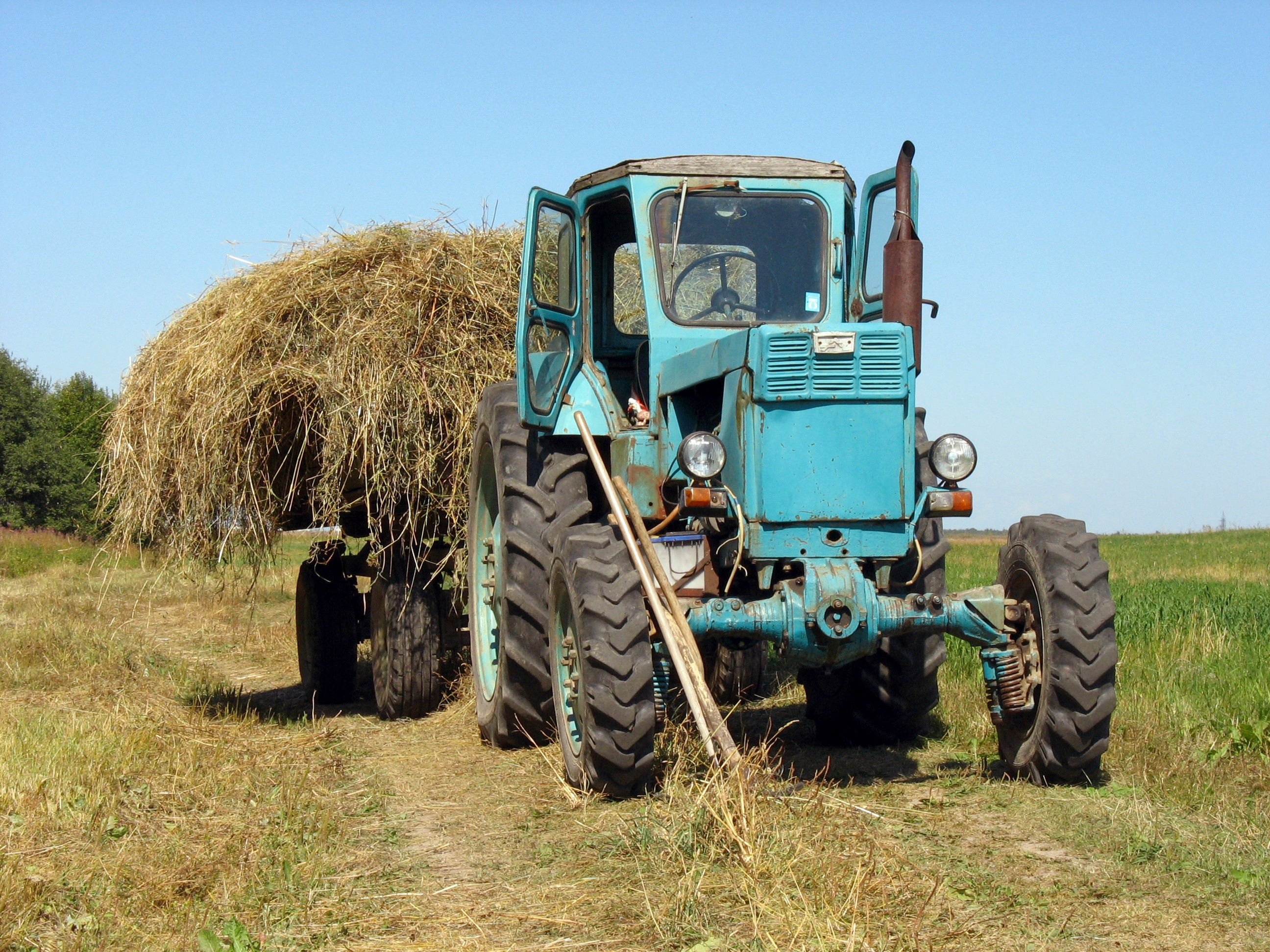
Ein T-40 in Russland (2006)

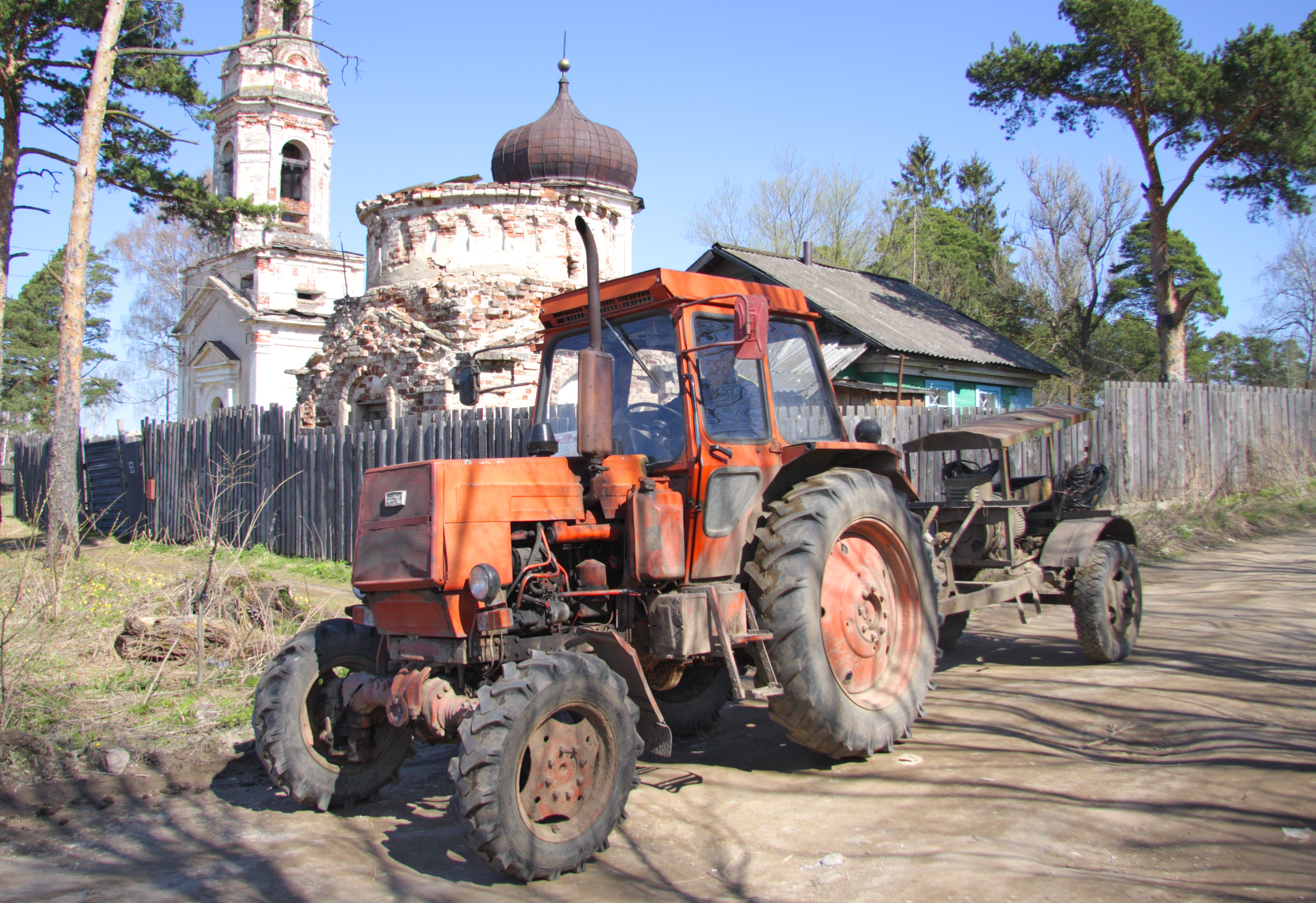
Ein LTS-55, Nachfolger des T-40 (2008)

Während der Zeit des Zweiten Weltkrieges gab es in der Sowjetunion einen gravierenden Mangel an Traktoren. Da diese nicht nur für die Landwirtschaft, sondern auch für die Armee als Zugmaschinen benötigt wurden, beschloss das Staatliche Verteidigungskomitee 1943 die Gründung eines neuen Traktorenwerks in Lipezk.
Zur Realisierung der Pläne wurden insbesondere aus der Roten Armee Konstrukteure und Techniker abgezogen. Um keine neuen Werksgebäude bauen zu müssen, wurde die Fabrik auf dem Gelände des ehemaligen Unternehmens Stankostroi untergebracht. Gleichzeitig konstruierte das Fahrzeugbauinstitut NATI einen leichten Kettentraktor mit dem Benzinmotor des ZIS-5-Lastwagens. Dieses Fahrzeug, als „Kirowez-35“ bezeichnet, wurde Anfang Juni 1944 fertiggestellt. Obwohl der Name anderes vermuten lässt, wurde der Traktor nie bei Kirowez in Sankt Petersburg gebaut. Die Bezeichnung wurde lediglich ehrenhalber vergeben.
Noch im gleichen Jahr begann die Serienfertigung des Kirowez-35, der erste rollte im Dezember 1944 von den Bändern. Der Benzinmotor war eine Übergangslösung, da kein geeigneter Dieselmotor zur Verfügung stand. Bereits im September war ein Prototyp mit Dieselmotor vom amerikanischen Unternehmen Caterpillar gebaut worden. Dieser befand sich aber noch in der Testphase. Erst 1947 wurde die Massenproduktion des Modells mit Dieselmotor genehmigt, das nun als KD-35 (KD kurz für Kirowez Diesel) bezeichnet wurde. Die Produktion des Traktors mit Benzinmotor blieb in der Zwischenzeit gering: 1945 konnten lediglich 64 Exemplare fertiggestellt werden.
Noch im Jahr 1947 wurde mit der Massenproduktion der Dieselversion KD-35 begonnen. In den Jahren darauf wurde das Modell kurzzeitig auch im neu gegründeten Minski Traktorny Sawod gebaut. 1950 entwickelte das Lipezker Werk den KD-35 zum KDP-35 weiter. Er war speziell für den Einsatz in Zuckerrübenfeldern gebaut und wurde bis 1958 in Serie gefertigt. Da dieses Modell aber immer wieder Mängel am Fahrwerk aufwies die nicht behoben werden konnten, wurde die Produktion schließlich eingestellt.
Sowohl der KD-35 als auch die Version zur Rübenernte, der KDP-35, wurden in die DDR importiert. Mindestens 246 Stück kamen 1949 in die Sowjetische Besatzungszone, auch später wurden noch Fahrzeuge geliefert. Damit waren sie wahrscheinlich die einzigen LTS-Traktoren, die offiziell nach Deutschland kamen.
Als Ersatz für den KD-35 wurde ab 1958 der Kettentraktor T-38 gefertigt, der in verschiedenen Versionen noch bis 1973 produziert wurde. Insgesamt wurden in Lipezk etwa 114.000 Kettentraktoren der Typen KD-35 und KDP-35 gebaut, der letzte lief 1960 vom Band. Ebenfalls 1958 wurde der erste Radtraktor entwickelt, der ab 1960 als T-30 in die Fertigung aufgenommen wurde. Später wurde das Modell auch als T-35 bezeichnet.
Ein Jahr darauf, 1961, begann die Fertigung des erfolgreichsten Traktors, den das Werk je produzierte. Vom T-40 wurden bis 1995 insgesamt fast 1,2 Millionen Exemplare gebaut.
1988 wurde der LTS-155 vorgestellt. Das noch heute gebaute Fahrzeug hat eine Allradlenkung, eine mittig angeordnete Kabine mit großen Glasflächen, Allradantrieb und eine Motorleistung von 150 PS (110 kW). Ab Mitte der 1990er-Jahre wurden als Ersatz für den T-40 die Modelle LTS-55 und LTS-60 eingeführt, letzterer wird in geändertem Design noch heute angeboten.
2004 ging das Unternehmen bankrott. Es gründete sich unter dem Namen Lipezki Traktor als offene Aktiengesellschaft neu und wurde vom Konzern Traktornyje Sawody aufgekauft. 2009 wurde außerdem ein Teil des Unternehmens in eine eigene Gesellschaft ausgelagert, der heute wieder Kettenfahrzeuge fertigt.

## Produkte
Die nachfolgende Liste soll lediglich einen Überblick über die wichtigsten Traktoren aus Lipezk geben. Sie erhebt keinen Anspruch auf Vollständigkeit.
- Kirowez-35 – Erster Kettentraktor des Werks, noch mit Benzinmotor.
- KD-35 und KDP-35 – Von 1947 bis 1958 gebaute Dieselversionen des Kirowez-35 für unterschiedliche Einsatzzwecke.
- T-38 – Von 1958 bis 1973 gebauter Kettentraktor, es existieren verschiedene Modernisierungen des Fahrzeugs.
- T-30 – Erster Radtraktor des Werks, ab 1960 in Serie gefertigt, später auch als T-35 bezeichnet.
- T-40 – Von 1961 bis 1995 gebauter Radtraktor mit 40 PS, etwa 1.200.000 Stück wurden gefertigt.
- LTS-155 – Allradtraktor mit Lenkung beider Achsen (kein Knickschlepper) und 150 PS Motorleistung,[9] ab 1988 gebaut.
- LTS-55 und LTS-60 – Ab Mitte der 1990er-Jahre gebaute Ersatzmodelle für den T-40.
- LTS-95 – Aktueller Radtraktor mit 95 PS.

Neben den Traktoren werden heute auch Anbaugeräte gefertigt. Dazu gehören Hublader und Baggerarme ebenso wie Spezialgeräte wie Kehrmaschinen oder Gerätschaften für den Winterdienst.